# Президент Мексики
Президент Мексиканских Соединённых Штатов — глава исполнительной власти Мексики.

## Выборы и компетенция
Президент избирается на шестилетний срок без права переизбрания. Выборы проходят в один тур и победитель определяется простым большинством голосов. 2 июня 2024 года на всеобщих выборах Президентом Мексики избрана Клаудия Шейнбаум Пардо — первая женщина-президент в истории страны. Она набрала рекордные 61,18% голосов избирателей. Вступила в должность 1 октября 2024 года.
В качестве главы исполнительной власти Президент руководит всем государственным аппаратом, назначает и увольняет высших должностных лиц Федерации и Федерального округа, возглавляет вооружённые силы. Ему предоставлено право законодательной инициативы, и практически подавляющее большинство законопроектов обсуждаемых и утверждаемых Конгрессом, исходит от исполнительной власти. Президент обладает правом вето, однако ввиду того, что он имеет возможность полностью контролировать законодательный процесс, оно не получило в Мексике распространения. Президент вправе вводить чрезвычайное положение, приостанавливать действие конституционных гарантий, реализовывать возможность федеральной интервенции во внутренние дела штатов. Он издаёт декреты, имеющие силу закона. Все постановления, декреты, решения и приказы Президента должны быть скреплены подписью государственного секретаря, к ведению которого относится соответствующий акт.
Наряду с широкими полномочиями президент в своих действиях связан с множеством писаных и неписаных условностей и ограничений. Прежде всего, он обязан соблюдать конституцию, во-вторых, его срок правления лимитирован 6 годами. Ставить вопрос о втором сроке означает нарушить один из основных идеалов Мексиканской революции — «непереизбрание». Точно так же президент не может открыто посягнуть на основные демократические завоевания революции, на закон об аграрной реформе, о национализации нефтедобычи и её первичной переработки, на ставший уже традиционным независимый внешнеполитический курс страны и др. Это предопределяет преемственность политики каждой администрации по ряду кардинальных направлений, а также обеспечивает ей широкую поддержку населения.